# Risk
|  | For Megadeth-albummet, se Risk (album) |
Risk er et strategisk brætspil. Det blev oprindeligt produceret af Parker Brothers, der siden er blevet en division af Hasbro. Spillet blev opfundet af den franske filminstruktør Albert Lamorisse. Det blev først udsendt under navnet La Conquête du Monde i Frankrig i 1957.
Risk er et turbaseret brætspil for to til seks spillere, og spilles på en spilleplade der illustrerer et verdenskort af ældre dato, opdelt i seks kontinenter der igen er opdelt i 42 områder. Spillerne styrer arméer, med hvilke de prøver af fravriste de andre spillere områder.
Målet med spillet er enten at overtage kontrollen over alle områder – at "erobre verden" – ved at eliminere de andre spillere, eller at udføre givne missioner. Risk ignorerer i sin spilform realistiske begrænsninger (som Jordens størrelse), ved at bruge områderne som felter, brikkerne kan bevæge sig rundt i.
Sammenlignet med andre militærbrætspil er Risk forholdsvis simpelt og abstrakt.

## Udstyr

### Brikker og kort
Arméerne repræsenteres ved hjælp af tre typer spillebrikker, der kommer i seks farver. Hver brik repræsenterer et vist antal arméer: Infanteribrikken tæller for en armé, kavaleribrikken for fem og artilleribrikken for ti.
Spillet indeholder også 56 Risk-kort. 42 af dem har et diagram af en infanteri-, kavaleri- eller artilleribrik og et område på sig, to er "jokere", og har har alle de tre brikker afbilledet og intet område. De resterende 12 er missionkort, som har forskellige missioner påtrykt (f.eks.: Eliminér alle sorte brikker), som kun bruges hvis man spiller med missioner.

### Bræt
Spillebrættet består af et verdenskort, inddelt i seks kontinenter, der yderligere er inddelt i 42 områder, som set herunder.

#### Områder
Områderne i spillet svarer ikke nødvendigvis til de områder, navnene dækker over i virkeligheden.
| - Nordamerika: - Alaska - Nordvest-Territorier - Alberta - Ontario - Quebec - Vestamerika - Østamerika - Mellemamerika - Grønland | - Europa - Island - Skandinavien - Storbritannien - Vesteuropa - Nordeuropa - Sydeuropa - Ukraine | - Asien - Ural - Sibirien - Jakutsk - Kamtjatka - Afghanistan - Irkutsk - Mongoliet - Japan - Mellemøsten - Indien - Kina - Siam |
| - Sydamerika - Venezuela - Brasilien - Peru - Argentina                                                                           | - Afrika - Nordafrika - Egypten - Østafrika - Congo - Sydafrika - Madagaskar                      | - Australien - Indonesien - Ny Guinea - Vestaustralien - Østaustralien                                                           |

På nogle canadiske versioner af spillet er navnene Alberta, Ontario og Quebec erstattet af henholdsvis Vest-, Central- og Østcanada.

## Regler
I starten af spillet skiftes spillerne til at vælge områder ved at placere arméer på dem indtil alle områder er blevet valgt. De resterende arméer placeres på de af spilleren allerede valgte områder. Når alle arméer er placeret begynder spillet.

### En tur
En spillers tur kan deles op i tre faser – forstærkningsfasen, angrebsfasen og omrokeringsfasen.

#### Forstærkning
Forstærkninger: 
Vinderkort: Når mindst et territorium er indtaget og turen slut modtages et risk-kort og turen går videre. Afhængigt af hvilket spil, vil de forskellige kort give et antal soldater. I den originale udgave gælder følgende: 
Tre riskkort med billede: "Infanteri"→ giver 4 soldater 
Tre riskkort med billede: "Hest" → giver 6 soldater
Tre riskkort med billede: "Kanon" → giver 8 soldater
Tre riskkort med et billede af hver → giver 10 soldater
Opnår man i en tur sit 5. kort, skal tre af kortene benyttes i den følgende tur. 
Kontinenter: 
Holdes et helt kontinent i starten af den pågældende spillers tur må vedkommende sætte soldater ind tilsvarende kontinentets værdi. 
Australien → giver 2 soldater 
Sydamerika → giver 2 soldater 
Afrika → giver 3 soldater 
Europa → giver 5 soldater 
Nordamerika → giver 5 soldater 
Asien → giver 7 soldater 
Oprustning: 
En spiller kan vælge at springe angrebsfasen i en tur over og til gengæld sætte 1 en soldat ind for hvert 3. land vedkommende ejer (Rundet ned) 
Dog må der altid sættes mindst 3 soldater ind ved oprustning. 

#### Angreb
Når en spiller angriber, vælges der først hvor mange soldater der angribes med. Angribes der kun med 1 soldat, må angriberen kun slå med 1 terning. Angribes med 2, slås der med 2 terninger og angribes der med 3 eller flere, må man slå med tre terninger.
Angriberen slår altid først, og forsvaren må vælge om han vil forsvarer med 1 eller 2 terninger (såfremt han har 2 eller flere armeer i det forsvarende land). Slår forsvaren kun med 1 terning, kan han også kun miste 1 soldat. 
De højeste slag for hver spiller sammenlignes og den der slår højest slår en af modstanderens soldater ihjel. Hvis terningeslagene er ens, har forsvaren fordel, og slår en angribende arme ihjel. 

Kampen fortsætter til angriberen trækker sig tilbage, dør, eller alle de forsvarende tropper er døde. Herefter flytter angriberen ALLE angribende armeer ind i forsvarens territorium. 
 Tekst mangler, hjælp os med at skrive teksten

#### Omrokering
Der må efter endt tur rokeres 7 armeer i alt imellem sammenhængende lande. Hvert land tæller her som en armé. Man kan f.eks. rykke en armé over syv lande eller rykke syv arméer til et naboland.

## Strategi
Følgende grundlæggende strategier ses ofte
1: Forsøg på at holde hele kontinenter for at opnå kontinentbonus
2: Lyn angreb ind i fjendtlige kontinenter for at forhindre kontinentbonus for derefter kun at efterlade 1 arme
3: Angribe større opbygninger af armeer med egen frem for at spille defensivt, skyldes en statistisk fordel ved angreb når der er store antal armeer indblandet.

## Officielle varianter af Risk
- Castle Risk (1986)
- Risk: Édition Napoléon (1999)
- Risk: Édition Napoléon: Extension Empire Ottoman (2000)
- Risk: 2210 A.D. (2001)
- Risk: the Lord of the Rings (2002)
- Risk: the Lord of the Rings: Gondor & Mordor Expansion Set (2003)Edition (2003)
- Risk Godstorm (2004)
- Risk: Star Wars: Clone Wars Edition (2005)
- Risk Express (2006)
- Risk: Star Wars Original Trilogy Edition (2006)
- Risk Junior: Narnia (2006)
- Risk: The Transformers Edition (2007)
- Risk: Black OPS (2008)
- Risk: Balance of Power (2008)
- Risk: Reinvention (2009)
- Risk: Halo Wars Collector's Edition (2009)
- Risk 1959 (2009)
- Risk: Factions (2010)
- Risk: Metal Gear Solid (2011)
- Risk Legacy (2011/12)
- Risk Halo Legendary (2012)
- Starcraft Risk (2012)
- Risk: Star Wars Saga Edition (2013)
- Risk: Mass Effect Galaxy at War Edition (2013)
- Risk: The Walking Dead Survival Edition (2013)
- Risk: Battlefield Rogue (2013)
- Risk: Plants Vs Zombies (2013)
- Risk: Doctor Who (2013)

## Eksterne links
- RISK Refresh regler 2010 på dansk fra Hasbro Arkiveret 22. december 2015 hos  Wayback Machine

- Wikimedia Commons har flere filer relateret til Risk